# Chrystyniwka
Chrystyniwka (ukrainisch Христинівка; russisch Христиновка Christinowka) ist eine Stadt mit etwa 10.000 Einwohnern (2019). im Zentrum der Ukraine. Die Stadt ist ein Eisenbahnknoten und war bis Juli 2020 der Verwaltungssitz des gleichnamigen Rajons Chrystyniwka.

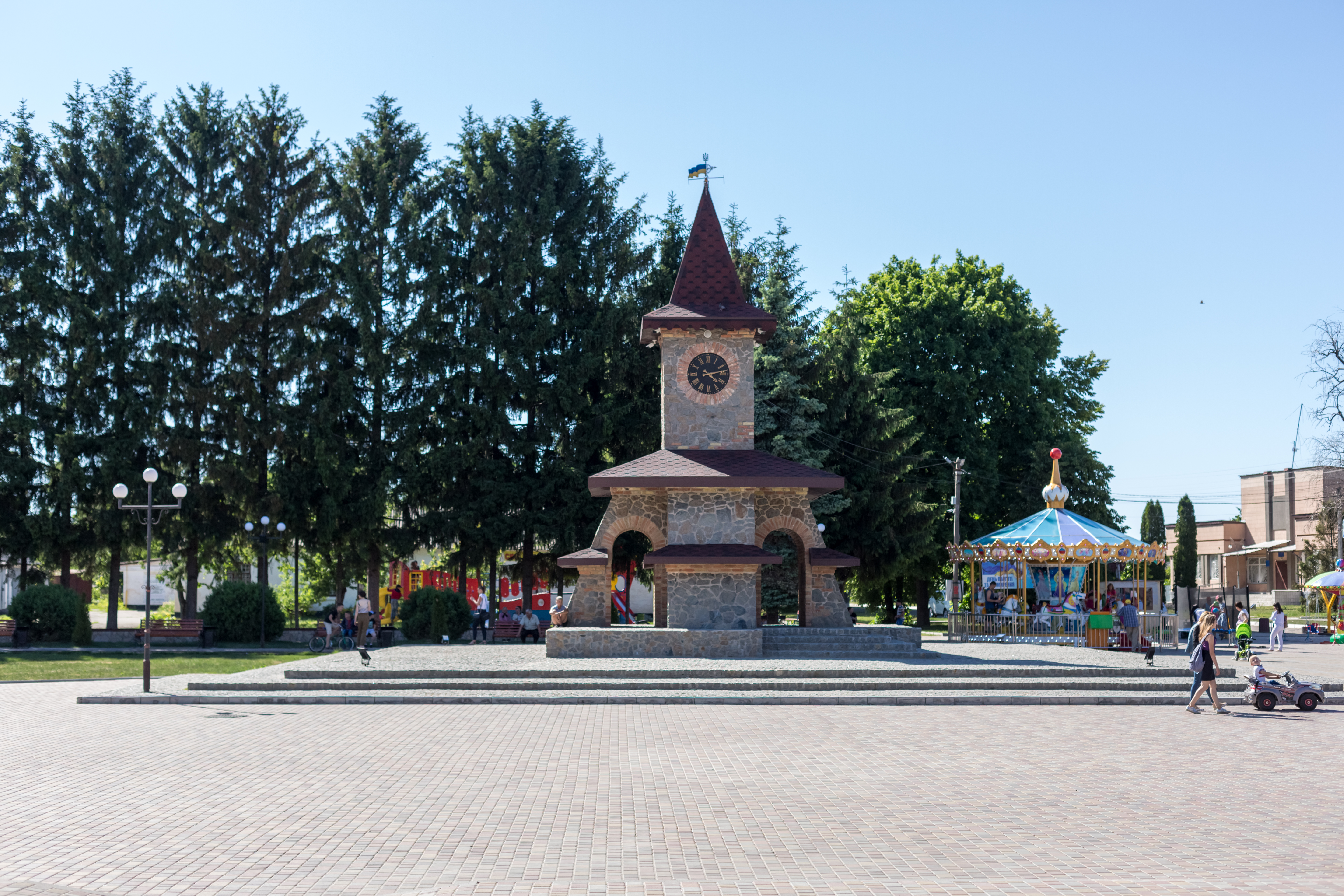
Stadtzentrum

Die erstmals 1574 schriftlich erwähnte Ortschaft erhielt 1956 Stadtstatus.
Chrystyniwka liegt im Westen der Oblast Tscherkassy im Dneprhochland auf einer Höhe von 238 m 200 km südwestlich vom Oblastzentrum Tscherkassy.
Durch die Stadt verläuft die Territorialstraße T–24–03, die südlich der Stadt auf die Fernstraße M 03 trifft.

## Verwaltungsgliederung
Am 5. März 2020 wurde die Stadt zum Zentrum der neugegründeten Stadtgemeinde Chrystyniwka (ukrainisch Христинівська міська громада/Chrystyniwska miska hromada), zu dieser zählten auch die Siedlung städtischen Typs Werchnjatschka, die 23 in der untenstehenden Tabelle aufgelisteten Dörfer sowie die 3 Ansiedlungen Iwaniwka, Jary und Sytschi, bis dahin bildete sie die gleichnamige Stadtratsgemeinde Chrystyniwka (Христинівська міська рада/Chrystyniwska miska rada) im Zentrum des Rajons Chrystyniwka.
Am 12. Juni 2020 kamen noch die 5 Dörfer Jahubez, Kusmyna Hreblja, Ossitna, Sajatschkiwka und Schelpachiwka sowie die Ansiedlung Chassaniwka zum Gemeindegebiet.
Am 17. Juli 2020 kam es im Zuge einer großen Rajonsreform zum Anschluss des Rajonsgebietes an den Rajon Uman.
Folgende Orte sind neben dem Hauptort Chrystyniwka Teil der Gemeinde:
| Name                     | Name                | Name                                           |
| ukrainisch transkribiert | ukrainisch          | russisch                                       |
| ------------------------ | ------------------- | ---------------------------------------------- |
| Bahatschiwka             | Багачівка           | Багачовка (Bagatschowka)                       |
| Botwyniwka               | Ботвинівка          | Ботвиновка (Botwinowka)                        |
| Chassaniwka              | Хасанівка           | Хасановка (Chassanowka)                        |
| Chrystyniwka             | Христинівка         | Христиновка (Chrystinowka)                     |
| Hreblja                  | Гребля              | Гребля (Greblja)                               |
| Iwanhorod                | Івангород           | Ивангород (Iwangorod)                          |
| Iwaniwka                 | Іванівка            | Ивановка (Iwanowka)                            |
| Jahubez                  | Ягубець             | Ягубец (Jagubez)                               |
| Jary                     | Яри                 | Яры                                            |
| Kosatsche                | Козаче              | Казачье (Kasatschje)                           |
| Kusmyna Hreblja          | Кузьмина Гребля     | Кузьмина Гребля (Kusmina Greblja)              |
| Lischtschyniwka          | Ліщинівка           | Лещиновка (Leschtschinowka)                    |
| Mala Iwaniwka            | Мала Іванівка       | Малая Ивановка (Malaja Iwanowka)               |
| Mala Sewastjaniwka       | Мала Севастянівка   | Малая Севастяновка (Malaja Sewastjanowka)      |
| Oradiwka                 | Орадівка            | Орадовка (Oradowka)                            |
| Ossitna                  | Осітна              | Осотная (Ossotnaja)                            |
| Penischkowe              | Пеніжкове           | Пенежково (Peneschkowo)                        |
| Rossischky               | Розсішки            | Россошки (Rossoschki)                          |
| Sajatschkiwka            | Заячківка           | Заячковка (Sajatschkowka)                      |
| Schelpachiwka            | Шельпахівка         | Шельпаховка (Schelpachowka)                    |
| Schukajwoda              | Шукайвода           | Шукайвода (Schukaiwoda)                        |
| Sorjane                  | Зоряне              | Зоряное (Sorjanoje)                            |
| Sytschi                  | Сичі                | Сычи                                           |
| Sytschiwka               | Сичівка             | Сычовка (Sytschowka)                           |
| Talalajiwka              | Талалаївка          | Талалаевка (Talalajewka)                       |
| Tschajkiwka              | Чайківка            | Чайковка (Tschaikowka)                         |
| Uhluwatka                | Углуватка           | Угловатка (Uglowatka)                          |
| Welyka Sewastjaniwka     | Велика Севастянівка | Великая Севастьяновка (Welikaja Sewastjanowka) |
| Werbuwata                | Вербувата           | Вербоватая (Werbowataja)                       |
| Werchnjatschka           | Верхнячка           | Верхнячка                                      |
| Wesseliwka               | Веселівка           | Веселовка (Wesselowka)                         |
| Wiktoriwka               | Вікторівка          | Викторовка (Wiktorowka)                        |
| Wilschanka               | Вільшанка           | Ольшанка (Olschanka)                           |

## Söhne und Töchter der Stadt
- Oleksandr Kornijtschuk (1905–1972), sowjetischer Publizist, Autor Essayist und Politiker. Von März bis Juli 1944 war er Außenminister der Ukrainischen SSR.